# 広澤草
広澤 そう(広澤草)（ひろさわ そう、1979年12月25日 - ）は、日本の俳優、タレント。翻訳家。
愛知県出身。

## 経歴
パティシエになりたくて上京した。小さいときから映画やドラマに興味を持っており、芸能事務所に所属、映画や舞台などに出演するようになった。
2010年の映画『結び目』では不倫をする主人公の妻役を演じた。
2012から2013年、韓国へ短期語学留学。韓国で映画にも出演。
2013年、MSエンタテインメントからA-Teamへ移籍。
2022年、再び韓国の大学へ正規留学。日韓翻訳家としても活動。
2024年1月31日付けで約10年間所属したA-Teamを退所した事を自身のインスタグラムで発表した。
2025年7月24日付けで芸名を『広澤草』から『広澤そう』に改名したことを自身のインスタグラムで発表。

## 出演

### 映画
- 踊る大捜査線 THE MOVIE 2 レインボーブリッジを封鎖せよ!(2003)[7]
- おまえが嫌いだ(2005年、NETCINEMA.TV)
- 明日の記憶(2006) - 陶芸ギャラリー店員[7]
- カンフーくん(2008) - レイコの母
- コラソンdeメロン(2008) - 磯田
- R246STORY(2008) - 宇宙語をしゃべる女
- 愛のむきだし(2009)[8] - クミ
  - 第9回（2008年）東京フィルメックス アニエスベー・アワード
  - 第59回（2009年）ベルリン映画祭 カリガリ賞・国際批評家連盟賞
- つむじ風食堂の夜(2009) - サエコ
- ソフトボーイ(2010) - 菊池先生
- 結び目(2010) - 奥津茜[2]
- 脇役物語(2010) - コギャル
  - 第13回カリフォルニア・インディペンデント映画祭 作品賞 他
- ちょちょぎれ(2010)[9] - 平野志穂
- 漫才ギャング(2011) - 居酒屋店員
- パラダイス・キス(2011) - 紫のマネージャー
- 八日目の蝉(2012)
- twicine スキャンダル(2011) - 主演・百瀬絵里
  - 福岡インディペンデント映画祭2011 奨励作品賞
- となりの801ちゃん2(2011) - ヒロイン・801ちゃん
- パッション(2011) - ヒロイン・友子
  - PFFアワード2011 審査員特別賞
- 短編映画 蝶と女と鴉と男(2011) - 主演
- もしかしたらバイバイ!(2011) - 前田あやこ
- MOOSIC LAB 2012 「きたなくて、めんどうくさい、あなたに」(2012) - 主演・初子
  - MOOSIC AWARD 女優賞・技術賞(キャストスタッフ一同)
- 青春Hシリーズ「鳥を見て!」(2012)[10] - 静咲子
- トマトのしずく(2012) - 二階堂洋子
- 東京の光(2012) - 瑞希
- 踊る大捜査線 THE FINAL 新たなる希望(2012)
- 耳をかく女（2013） - 愛
- 始まりの風景(2013) - ヒロイン　ジュン
  - トリノ国際映画祭 正式招待作品
- 短編映画 ママ友(2013) - 主演
- 고양이 소녀（原題直訳“猫少女”）(2013) - ヒロイン
- フタリデツクル(2014) - 智恵
- 短編映画 ラン・ソウル・ラン(2014) - ヒロイン　沖縄国際映画祭 地域発信型映画部門ソウル 正式出品作品
- さよならケーキとふしぎなランプ(2014) - 由美
- ピカ☆★☆ンチ LIFE IS HARD たぶんHAPPY(2014)
- 愛∞コンタクト『おはようマコちゃん』(2015) - 主演・マコ
- 藍色少年少女(2015) - ミチル
- つむぐもの(2016) - 尚美
- 少女（2016年10月8日公開、東映） - 長澤
- ちょき(2016) - 京子
- ママ、ごはんまだ?(2017) - 晴江
- ラストレシピ〜麒麟の舌の記憶〜（2017年） - 山形（佐々木）幸
- 短編映画 とっとこ将太（2017年）‐ 将太の母　伊参スタジオ映画祭シナリオコンクールグランプリ作品
- 短編映画 ピカレスカ（2017年）‐ 主演 ヨウコ　山形国際ムービーフェスティバル グランプリ作品
- 短編映画 しらないで（2017年） ‐主演　那須国際短編映画祭　正式招待作品
- On the Road -カオサンタンゴ- (原題 카오산탱고)（2018年）- ミホ　全州国際映画祭　正式招待作品
- 短編映画 迷子の海辺（2018年）
- ゴーストマスク～傷～（2018年）‐ ヒョシン　ゆうばり国際ファンタスティック映画祭　正式出品作品
- TSUKEMEN 「時を超える絆」 ショートムービー（2019年）
- みとりし（2019年）- みっちゃん
- ショートムービー KEEP THE ISLAND YORON（2019年）
- 短編映画 気づかなくてごめんね（2019年）
- ミューズは溺れない（2022年）‐ 木崎聡美
- Wintering (原題 겨울나기) (2024年) - 全州国際映画祭　正式招待作品
- The Pageant（2024年）- 主演 山形国際ムービーフェスティバル 入選
- 子猫のキス (原題 고양이키스) (2025年) - ヨガ講師
- 短編映画 約束した日 The Promised Day（2025年）- 主演

### テレビドラマ
- レッツ・ゴー!永田町（日本テレビ系） - 加藤桃子[7]
- First Love（TBS系）
- 愛なんていらねえよ、夏（TBS系）
- 池袋ウエストゲートパーク（TBS系）
- ライオン先生（日本テレビ系）[7] - 吉村愛子
- 陽はいつか昇る（2004年、テレビ東京系）[7] - キョウコ
- WATER BOYS2（2004年、フジテレビ系） - 奈美
- イグザンプラードラマ（tvk他） - 広澤草
- 金曜プレステージ「名司会者・寿鶴子 殺人スピーチ」（2004年、フジテレビ系） - 浅井薫
- 加藤家へいらっしゃい! 〜名古屋嬢っ〜（2004年、名古屋テレビ放送） - 井上晴美
- 19borders（2004年、tvk他）- 山崎(水野)杏子
- みこん六姉妹（2006年、TBS系）[7]- 寿三笑[7]
- となりの801ちゃん（2007年） - 801ちゃん
- 鉄道むすめ（2008、tvk） - 岩永静子
- 相棒 Season8 第17話「怪しい隣人」ゲスト（2010年2月24日、テレビ朝日） - 佐藤礼子
- 熱海の捜査官（2010年、テレビ朝日）[7] - 藤原
- 闇金ウシジマくん（2010年、毎日放送） - 小堀の妻
- 土曜ドラマ・TAROの塔 第3話・最終話（2011年3月・4月、NHK） - 和代
- ハンチョウ〜神南署安積班〜シリーズ4 〜正義の代償〜 第11話・最終話（2011年6月20日・27日、TBS） - 中原美奈子
- となりの801ちゃん2 Love&Peace（2011年） - 801ちゃん
- 人間昆虫記（2011年7月30日 - 9月、WOWOW） - 臼場かげり
- 新・警視庁捜査一課9係 season3 第8話ゲスト（2011年8月24日、テレビ朝日） - 舘川真琴
- BS時代劇「塚原卜伝」（2011年、NHK BSプレミアム）
- 水戸黄門 第43部 第16話「ニセ印籠で村を救え! -館山-」（2011年11月7日、TBS） - 民
- 水曜ミステリー9「街占師〜北白川晶子の事件占い〜」（2012年1月11日、テレビ東京） - 西山美咲
- BS時代劇「陽だまりの樹」（2012年4月6日、NHK BSプレミアム）
- 連続テレビ小説 梅ちゃん先生 第4週（2012年5月、NHK） - 真田伸吉の親戚
- ATARU 第10話・11話（2012年6月、TBS） - 宝井真美
- 踊る大捜査線 THE LAST TV サラリーマン刑事と最後の難事件（2012年9月、フジテレビ） - 湾岸署婦警
- 青山ワンセグ開発ビデオチャットドラマ『三つの告白』（2013年10月、Eテレ）
- かなたの子 第2話（2013年12月、WOWOW） - 岩渕静江
- 1914 幻の東京〜よみがえるモダン都市〜（2014年1月1日、NHK）
- オトナグリム（2014年3月、CX）
- タイムスパイラル（2014年9月、NHK BSプレミアム） - 高田理恵
- ファーストクラス 第9話（2014年12月、CX）
- 花嫁のれん 第4シリーズ（2015年1月5日 - 3月27日、東海テレビ） - 白山香
- ドラマ10 全力離婚相談 第5話（2015年2月3日、NHK） - 尾形珠美
- アイムホーム 第5話（2015年5月14日、テレビ朝日） - 家路佐智子
- 警視庁捜査一課9係#警視庁捜査一課9係 season10（2015年） 第3話（2015年5月6日、テレビ朝日）
- 水曜ミステリー9『奥田英朗クライムサスペンス 邪魔』（2015年9月2日、TX）- 九野薫の妻
- 連続テレビ小説 とと姉ちゃん 139話（2016年9月12日、NHK）
- IQ246〜華麗なる事件簿〜 第1話（2016年） - 鈴木なつ実
- 科捜研の女 第16シリーズ 第10話（2017年1月19日、テレビ朝日） - 平塚沙耶
- 新・警視庁捜査一課9係season12 第2話（2017年4月19日、テレビ朝日） ‐下田栞
- 今夜もLL（LIVE＆LOVE）エピソード2　Boys Republic「キミの瞳に花束を」（2017年5月、TOKYO MX）－マネージャー美咲
- 相棒 Season16 第17話「騙し討ち」ゲスト（2018年2月21日、テレビ朝日） - 小山菜穂子
- スモーキング（2018年4月 - 6月、テレビ東京）-八丁の妻
- コールドケース 〜真実の扉〜 Season2 第8話「17歳の母」ゲスト（2018年12月1日、WOWOW）
- 電影少女 -VIDEO GIRL MAI 2019-（2019年4月 - 6月、テレビ東京） - 須藤マネージャー
- 白衣の戦士!（2019年、NTV） ‐ 五十嵐彩 役
- コタキ兄弟の四苦八苦 第６話（2020年、テレビ東京）
- 七人の秘書（2020年、テレビ朝日） ‐ パク・スアン（四郎の母） 役
- ワカコ酒 Season5 第９話（2020年、BSテレ東）
- 大豆田とわ子と三人の元夫（2021年、CX） - 大豆田つき子（とわ子の実母） 役
- 向こうの果て（2021年、wowow）‐ 池松キミ 役
- 顔だけ先生 第４話（2022年、CX系）‐ 中村淳の妻 役
- 愛のあとにくるもの（2024年、Amazon Prime Video）‐ 宮沢ひろこ 役

### テレビ
- ド・ナイト（2004年、テレビ朝日） - リポーター
- BODY（2006年、TBS系）
- 最強の男は誰だ!壮絶筋肉バトル!!スポーツマンNo.1決定戦（TBS系） - リポーター[7]
- SASUKE謹賀新年最強の女性No.1決定戦KUNOICHI（TBS系） - リポーター[7]
- 未来への教科書～For Our Children～（2015～2016年、BS12）－ナレーション

### 舞台
- 「舞台も踊る大捜査線 ザッツ!! スリーアミーゴス」（作：君塚良一／演出：本広克行） 2003年[7] - お台場ドリームメーカー
- tsutsumizoteatro「GOCAROKU」（作・演出：堤幸彦）[7] 2004年 中目黒ウッディーシアター
- G-upプロデュース「金魚鉢の中で」（作・演出：ほさかよう）2004年 シアターV赤坂 - ヒロイン
- tsutsumizoteatro「毒薬とイアンソープ」（作・演出：堤幸彦）2005年 中目黒ウッディーシアター
- マルハンクラブ「my blue heaven ?」（作・演出：半海一晃）2005年 シアタートップス - ヒロイン
- G-upプロデュース「散歩する侵略者」（作：前川知大／演出：赤堀雅秋）2006年 スペース107
- 東京セレソンDX「歌姫」（作・演出：サタケミキオ）2006年 六行会ホール - ヒロイン
- tsutsumizoteatro「明解日本語アクセント事変」（作：佃典彦／演出：堤幸彦）[7]2007年 中目黒ウッディーシアター
- 東京セレソンDX「渡辺いっけいと東京セレソンDX」（作・演出：サタケミキオ）2007年 中野ザ・ポケット
- 劇団K助「ナリスマス」（作：金沢知樹／演出：大関真）2008年 中目黒ウッディーシアター
- HIGH LIFE「アケミ」（作・演出：福島三郎）2009年 シアタートップス（日替わりゲスト）
- 今井事務所「悪戦」（作・演出：水谷龍二）2009年 吉祥寺シアター
- 劇団K助「オリマエ」（作・演出：金沢知樹）2009年 中目黒ウッディーシアター
- MSエンタテインメントライブ「声おうよ♪」（作・演出：金沢知樹）2009年 赤坂ブリッツ
- G-upプロデュース タカハ劇団「モロトフカクテル」（作・演出：高羽彩）2009年 座・高円寺1 - ヒロイン
- 劇団K助「タマリ」（作・演出：金沢知樹）2009年 池袋シアターグリーンBIG TREE
- 劇団K助「PINK」（作・演出：金沢知樹）2010年 恵比寿エコー劇場
- DHE@stageプロデュース「新日ノ丸レストラン」（作・演出：岡本貴也）2011年 池袋あうるすぽっと
- 劇団BACCAS旗揚げ公演「STAND BY MY」（作：鈴木裕樹／演出：加治将樹）2011年 表参道GROUND - ヒロイン
- ONEOR8「ペノザネオッタ」（作・演出：田村孝裕）2011年 赤坂RED/THEATER
- 東京セレソンDX「ピリオド」（作・演出：宅間孝行）2012年 中野ザ・ポケット[11] - ヒロイン
- カムカムミニキーナ「ひーるべる」（作・演出：松村武）2012年 座・高円寺 - ヒロイン
- ピチチ5「はぐれさらばが“じゃあね”といった〜老ハイデルベルヒと7つの太宰治作品」（作・演出：福原充則）2013年 三鷹芸術文化センター星のホール - ヒロイン
- 劇団太陽マジック「センチュリープラント。」（作・演出：西条みつとし）2014年 中目黒ウッディーシアター - ヒロイン
- 劇団太陽マジック「ウェディングドレス2015」（作・演出：西条みつとし）2015年
- 「No.9-不滅の旋律-」 (作：中島かずき／演出：白井晃) 2015年 赤坂ACTシアター/オリックス劇場/北九州芸術劇場
- 演劇チーム渋谷ハチ公前「とりわける人たち」(作・演出：高橋努) 2015年 下北沢B1 - ヒロイン
- 「あんちゃん」（作・演出：田村孝裕）2017年 東京グローブ座/森ノ宮ピロティホール
- 劇団TAIYO MAGIC FILM「時分自間旅行」（作・演出：西条みつとし）2017年 赤坂RED/THEATER
- カムカムミニキーナ「＞ ダイナリィ」（作・演出：松村武）2017年 座・高円寺
- 劇団アカルテル「七日目にボクはキミと」（作：松浦徹・足立理／演出：松浦徹）2018年 シアターモリエール
- 「No.9-不滅の旋律-」 再演(作：中島かずき／演出：白井晃) 2018年 赤坂ACTシアター/オリックス劇場/KAAT神奈川芸術劇場/北九州芸術劇場
- 「スーパーコントライブ」（作・演出：西条みつとし）2019年
- 「赤鬼」（作・演出：野田秀樹）2020年
- 「No.9-不滅の旋律-」 再々演(作：中島かずき／演出：白井晃) 2020年 赤坂ACTシアター

### CM
- 朝日綜合（2010年）
- BeeTV L et M わたしがあなたを愛する理由、そのほかの物語（2012年）
- めいほうぐるーぷ（2012年）
- 旭化成ホームプロダクツ　食器用洗剤 Frosch（2015年）
- Web CM お仕事ウォーカー（2018年）
- サントリー「人生には飲食店がいる」（2022年）
- 第一三共 サイエンス。それは、希望。 「第一三共がつくりたいもの」篇、「自分らしく生きるための」篇（2024年 - ）[12]

### ミュージックビデオ
- ANATAKIKOU「雨がやんだら」（2007年）
- mink 「SENSE」（2007年）[7]
- Kagrra 「桜月夜」（2009年）
- FAT PROP 「Stop The Time」（2011年）
- angela 「THE LIGHTS OF HEROES」（2012年）
- スキマスイッチ 「ラストシーン」（2012年）
- どぶろっく 「僕なりのプロポーズ」（2014年）
- 山猿 「バイバイ‥」（2017年）

### 吹き替え
- チルファクター